# ديفيد كوبر (لاعب كرة سلة)
ديفيد كوبر (بالإنجليزية: David Cooper)‏ مواليد 1 يناير 1976، هو لاعب كرة سلة أسترالي سابق بدأ مسيرته الاحترافية في سنة 2001.